# Jan VI. Kantakuzenos
Jan VI. Kantakuzenos nebo Cantacuzenus (řecky: Ἰωάννης ΣΤʹ Καντακουζηνός, Iōannēs VI Kantakouzēnos) (asi 1292 – 15. červen 1383) byl byzantským císařem od roku 1347 do roku 1354. Jeho triumf v šest let trvající občanské válce se stal předmětem básně Trumf Jana Kantakuzinose řeckého básníka Konstantina Kavafise.

## Počátky
Narodil se v Konstantinopoli jako syn Michaela Kantakuzena, vládce Morey. V linii své matky Theodory Palaiologiny Angeliny byl též následníkem vládnoucí dynastie Palaiologů. S císařskou dynastií byl spřízněn přes svou ženu Irenu Aseninu, vzdálenou sestřenicí císaře Andronika III. Palaiologa. Kantakuzenos se stal blízkým přítelem Andronika III. a byl jedním z hlavních podporovatelů Andronikova boje proti jeho dědovi Andronikovi II. Palaiologovi. Po nástupu Andronika III. na trůn byl pověřen vrchní správou dvorní administrativy. Po smrti císaře v roce 1341 byl Jan Kantakuzenos prohlášen regentem a ochráncem jeho devítiletého syna Jana V. Palaiologa. Jan sám neměl císařské ambice a odmítl nechat se korunovat spolucísařem, ačkoli mu to bylo císařem Andronikem III. několikrát nabídnuto. Po smrti Andronika znovu odmítl císařský trůn a trval na tom, že právoplatným následníkem je Jan V. a měl by převzít administrativní kontrolu nad impériem, dokud mladý císař nedospěje. Bez ohledu na jeho věrnost a oddanost mladému císaři a jeho matce Anně Savojské jeho přátelství bylo narušeno jak žárlivostí konstantinopolského patriarchy Jana XIV. Kaleka a jeho bývalého chráněnce Alexia Apokauka, tak paranoiou císařovny, která jej podezřívala z touhy po uzurpaci. Když Jan Kanatakuzenos odjel z Konstantinopole do Morey, jeho nepřátelé využili příležitosti k prohlášení Jana V. císařem a k vydání rozkazu k rozpuštění Kantakuzenovy armády. Když tyto zprávy dostihly armádu ležící v Didymoteichonu v Thrákii, vojáci prohlásili Kantakuzena císařem, a tím odstartovali občanskou válku mezi Janem Kantakuzenem a regentstvím v Konstantinopoli, vedeným Annou Savojskou, Alexiem Apokaukem a Janem Kalekou. Následná občanská válka trvala šest let, během nichž si obě strany konfliktu povolávaly na pomoc Srby, Bulhary a Osmany a nasazovaly žoldnéře ze všech možných zemí. Právě a pouze s pomocí Osmanů nakonec dotáhl Jan VI. Kantakuzenus válku do konce ve svůj prospěch.

## Vláda
V roce 1347 triumfálně vstoupil do Konstantinopole s armádou 1000 mužů a donutil své oponenty k uspořádání, ve kterém se stal spoluvládcem Jana V. Palaiologa a jediným vládcem říše po dobu dětství malého císaře. V roce 1353 učinil svého syna Matthaiase Kantakuzena spolucísařem. V průběhu tohoto období bylo byzantské území napadáno ze všech stran. Vedena byla neúspěšná válka s Janovany a jejich kolonií v Galatě – v Konstantinopoli samotné. Pozdější účast ve válce mezi Benátkami a Janovem také nepřinesla konkrétní výsledky a byla ukončena smlouvou s Janovem roku 1352. Následovala válka se Srbskem, které v té době výrazně expandovalo na severovýchodní hranici. Nebezpečná aliance s Osmany vedla ke konci jeho vlády k prvnímu osmanskému záboru v Evropě, v Gallipoli v Thrákii. V roce 1349 vyslal nově postavenou flotilu devíti velkých válečných lodí a stovky menších proti Janovanům, ale celá byla zajata. Poté v roce 1351 podpořil Benátky v boji proti Janovu dalšími 12 loděmi, ale flotila byla poražena. Kantakuzenos byl příliš ochotný využívat cizinců ve svých evropských sporech a jeho neschopnost jim pak zaplatit byla používána jako záminka pro jejich usazování se na evropském území. Finanční břímě uvalené na říši činilo jeho osobu stále méně oblíbenou a zároveň působilo ve prospěch Jana V. Palailoga. Když Jan V. roku 1354 vstoupil do Konstantinopole, jeho cesta k úspěchu byla již snadná.

## Zbytek života jako mnich
Kantakuzenos se uchýlil do kláštera (kde přijal jméno Ioasaf Christodoulos) a zabýval se literární činností. Zemřel na Peloponésu a byl svými syny pohřben v Mistře v Lakonii. V roce 1367 byl Ioasaf (jak byl nyní nazýván) vyslán jako vyslanec ortodoxní církve jednat s Pavlem ze Smyrny, pozdějším titulárním latinským patriarchou Konstantinopole, o možnosti sjednocení východní ortodoxie s římsko-katolickou církví. Dohodli se na svolání velkého ekumenického koncilu za účasti papeže, všech patriarchů, biskupů a arcibiskupů obou církví. Tento plán byl papežem Urbanem V. následně odmítnut a neuskutečnil se.

## Dílo
Jeho Historie, kterou sepsal pod jménem Christodulos ve čtyřech knihách, se zabývá lety 1320 až 1356. Jako ospravedlnění vlastních autorových činů musí být přijímána s rezervou. Naštěstí ji lze doplnit a korigovat prací jeho současníka Nikefora Gregorase. Jeho Historie je významná svou skladbou a uceleností, události jsou řazeny okolo hlavní postavy v osobě autora, ale informace, kterých sám osobně nebyl svědkem, jsou nepřesné. Kantakuzenos také sepsal obranu hésychasmu, řecké mystické doktríny.

## Rodina
Se svou ženou Irenou Asenovnou, dcerou Andronika Asena (syna bulharského cara Ivana Asena III. a Ireny Palaiologovny, dcery císaře Michaela VIII. Palaiologa), měl Jan VI. Kantakuzenos několik dětí, mezi jinými:
- Matthiaos Kantakuzenos, spolucísař, později despota v Morei
- Manuel Kantakuzenos, despota v Morei
- Andronikos Kantakuzenos
- Marie Kantakuzena, která se vdala za Nikefora II. Orsiniho z Epiru
- Theodora Kantakuzena, která se vdala za Orchana, osmanského emíra
- Helena Kanatakuzena, která se vdala za císaře Jana V. Palaiologa